# A Cor da Sua Pele
A Cor da Sua Pele é uma telenovela produzida e exibida pela TV Tupi entre 27 de julho e 20 de outubro de 1965, em 63 capítulos, substituindo Olhos Que Amei e sendo substituída por O Pecado de Cada Um. Foi escrita por Walter George Durst e dirigida por Wanda Kosmo. Destaca-se por ser a primeira telenovela da história da televisão brasileira a trazer uma atriz negra como protagonista, Iolanda Braga, e também a primeira a abordar um romance interracial.
Conta com Iolanda Braga, Leonardo Villar, Patrícia Mayo, Jacyra Silva, Carmen Jóia, Guiomar Gonçalves, Sebastião Campos e João Monteiro nos papéis principais.

## Produção
Vera Lúcia Couto, primeira negra a vencer um concurso de beleza no Brasil e conhecida como vice-Miss Brasil 1964, fez os testes para interpretar Clotilde, mas Iolanda Braga foi escolhida. A obra trouxe Iolanda como a primeira atriz negra a protagonizar uma novela no Brasil e também o primeiro beijo interracial em 15 anos de telenovelas. A Cor da Sua Pele se tornou um grande sucesso, sendo a segunda novela mais assistida de 1965, após O Direito de Nascer, também da Tupi.
Além disso, com o sucesso da personagem Clotilde, Iolanda se tornou a primeira negra a estrelar uma campanha de cosméticos no Brasil, sendo garota-propaganda da marca Belinda.

## Enredo
Clotilde é uma moça batalhadora, que vai trabalhar como doméstica na casa dos poderosos Graco, onde se apaixona por Dudu. Porém, ela precisa lidar com as irmãs do rapaz, Alice e Adelaide, que não aceitam o relacionamento com uma moça pobre e negra e querem que ele se case com a rica Regina. Apesar disso, o pai dos irmãos, o velho e adoentado Eusébio, gosta muito de Clotilde pela forma cuidadosa que trata ele, sem nem imaginar o que se passa no casarão. Ainda há Cláudia, irmã de Clotilde, que sonha em sair da pobreza.

## Elenco
| Ator/Atriz        | Personagem            |
| ----------------- | --------------------- |
| Iolanda Braga     | Clotilde Almeida      |
| Leonardo Villar   | Eduardo Graco (Dudu)  |
| Patrícia Mayo     | Regina Montblanc      |
| Jacyra Silva      | Cláudia Almeida       |
| Carmen Jóia       | Alice Graco Monteiro  |
| Guiomar Gonçalves | Adelaide Graco Barros |
| João Monteiro     | Dr. Eusébio Graco     |
| Sérgio Galvão     | Pedro Graco Monteiro  |
| Sebastião Campos  | Caio Graco Barros     |
| Gian Carlo        | Fernando Graco Barros |
| Marcos Plonka     | Maguerine             |
| Paulo Pereira     | Antônio               |